# Le Tueur du Montana
Pour plus de détails, voir Fiche technique et Distribution.
Le Tueur du Montana (Gunsmoke) est un western américain réalisé par Nathan Juran, sorti en 1953.

## Synopsis
Reb Kittredge est un pistolero engagé par Matt Telford pour se débarrasser de Dan Saxon, qui refuse de lui vendre son ranch. Il va changer de camp après sa rencontre avec Rita, la file de Dan.

## Fiche technique
- Titre original : Gunsmoke
- Titre français : Le Tueur du Montana
- Réalisation : Nathan Juran
- Scénario : D.D. Beauchamp, d'après le roman Roughshod de Norman A. Fox (en)
- Direction artistique : Alexander Golitzen, Robert F. Boyle
- Décors : Russell A. Gausman, Ray Jeffers
- Costumes : Rosemary Odell
- Photographie : Charles P. Boyle
- Son : Leslie I. Carey, Robert Pritchard
- Montage : Ted J. Kent
- Production : Aaron Rosenberg
- Société de production : Universal-International Pictures
- Société de distribution : Universal Pictures
- Pays d'origine :  États-Unis
- Langue originale : anglais
- Format : couleur (Technicolor) — 35 mm — 1,37:1 — son Mono
- Genre : Western
- Durée : 79 minutes
- Dates de sortie : 
  - États-Unis : 15 février 1953 (première à Los Angeles)
  - France : 25 décembre 1953

## Distribution
- Audie Murphy : Reb Kittredge
- Susan Cabot : Rita Saxon
- Paul Kelly : Dan Saxon
- Charles Drake : Johnny Lake
- Mary Castle : Cora Dufrayne
- Jack Kelly : "Curly" Mather
- Jesse White : le Professeur
- Donald Randolph : Matt Telford
- William Reynolds : Brazos
- Chubby Johnson : Doc Farrell
- Monte Montague (non crédité) : superintendant